# Chiaroveggenza

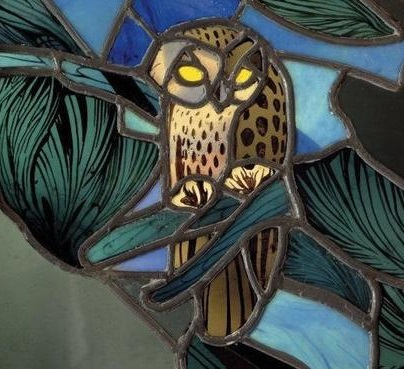
La civetta è sin dall'antichità simbolo della chiaroveggenza, della capacità di percepire la luce riflessa nell'oscurità

La chiaroveggenza è la presunta capacità paranormale che permetterebbe, senza l'uso normale dei cinque sensi, di ottenere informazioni su persone o oggetti distanti o nascosti. Chi asserisce di avere tale capacità si definisce chiaroveggente o veggente e, in alcuni casi, al fine di pervenire a un responso, si serve di oggetti come tarocchi, sfere di cristallo o fondi di caffè. I diversi studi sperimentali condotti per indagare sulla veridicità di questo fenomeno non ne hanno mai dimostrato la reale esistenza.

## Etimologia

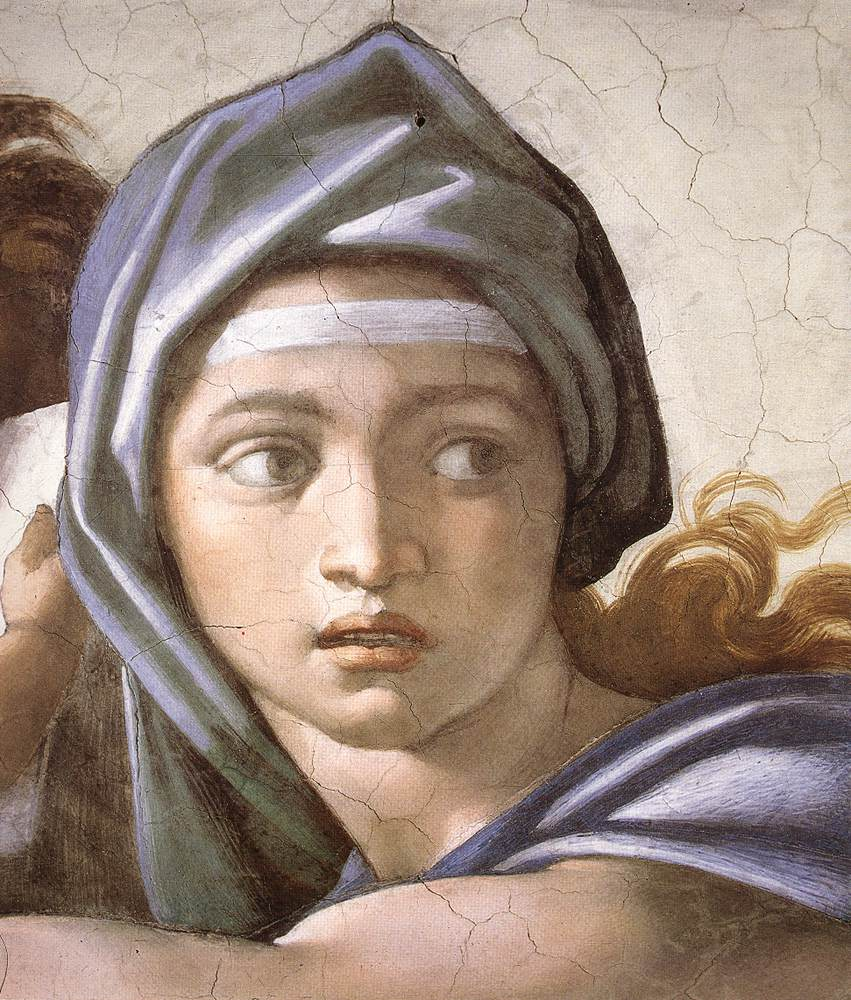
La Sibilla Delfica, dettaglio dalla serie dei Veggenti sulla volta della Cappella Sistina.

La parola deriva dal francese clairvoyance, «visione chiara», e questa dal latino clarus, «chiaro» e videre, «vedere»; a seconda del contesto si può intendere sia alla lettera come percezione di tipo visivo, sia in senso esteso come acquisizione generica di conoscenza; in questo senso esteso è chiamata anche telestesia o metagnomia. La metagnomia indica quindi un insieme di fenomeni paranormali che spaziano dalla visione di fatti passati e futuri alla visione di fatti che si stanno verificando in un altro luogo, alla lettura del pensiero altrui, anche di persone fisicamente lontane dal medium, sintetizzando in un'unica parola veggenza, chiaroveggenza, retrospezione, telepatia.
La parola metagnomia fu coniata da Émile Boirac dall'unione di due parole greche: la preposizione greca μέτα (oltre) con γνώσή (conoscenza), quindi «oltre la conoscenzao» o, liberamente tradotto, «conoscenza sopra-normale». Da "metagnomia" nacquero le parole "metagnomico" e "metagnomo", sinonimo di sensitivo e medium. 
Robert Amadou propose di sostituire "metagnomia" col termine "metagnosi", da lui ritenuto più significativo.
La chiaroveggenza, come termine della parapsicologia, può essere distinta dalla divinazione a seconda della fonte delle conoscenze, se provengano da una divinità soprannaturale oppure direttamente dalle presunte capacità del sensitivo, ma nell'uso comune e letterario i termini "chiaroveggenza" e "chiaroveggente" sono talvolta utilizzati anche per pratiche di tipo divinatorio, come la chiromanzia o la cartomanzia; c'è chi addirittura li usa per indicare una spiccata perspicacia di tipo intellettivo, che è però estranea alla chiaroveggenza in senso stretto.

## Storia
La credenza che esistano fenomeni di chiaroveggenza esiste da sempre in tutte le culture, ed è stata costantemente documentata. In antichità era una caratteristica associata tipicamente ai profeti, come nel caso di Giovanni apostolo o di Gesù Cristo secondo alcuni episodi del Vangelo quali l'incontro con la samaritana.
Si riteneva anche che l'acquisizione di questa capacità potesse essere ottenuta grazie alla pietra filosofale, tramite sua previa ingestione, nella cui realizzazione consisteva perciò l'obiettivo primario degli alchimisti.

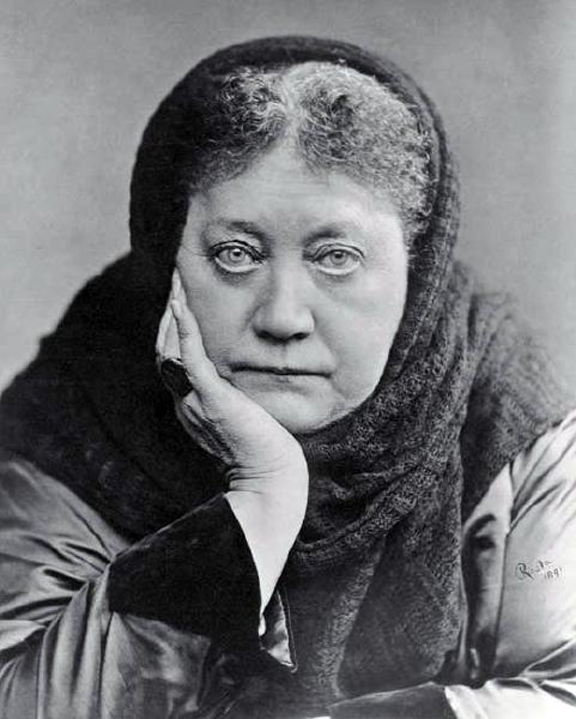
Helena Blavatsky, fondatrice del movimento teosofico.

In Occidente, ad acquisire grande notorietà come chiaroveggente fu Nostradamus, nel 1555. Il mistico svedese Emanuel Swedenborg, nel XVIII secolo, suscitò perfino l'attenzione di Kant, nell'opera I sogni di un visionario spiegati coi sogni della metafisica (1766). La chiaroveggenza era anche uno dei fenomeni attribuiti ai pazienti di Franz Anton Mesmer.
Durante l'epoca d'oro dello spiritismo, a cavallo tra XIX e XX secolo, numerosi sedicenti medium, tra cui Helena Blavatsky, affermavano di poter praticare la chiaroveggenza, che cominciò a essere studiata scientificamente dalla Society for Psychical Research a partire dal 1882. Lo sviluppo di facoltà interiori, ridestando organi solitamente dormienti quali il cosiddetto terzo occhio, veniva considerato presso le nuove scuole esoteriche sorte in questo periodo ciò che poteva rendere una persona un "iniziato".
Alcuni parapsicologi ritengono che chiaroveggenza, telepatia e precognizione siano manifestazioni diverse di uno stesso fenomeno; tuttavia non è mai stata formulata una teoria soddisfacente di quale possa essere tale meccanismo, né tantomeno sono state trovate prove scientifiche che tali fenomeni esistano davvero.
Alcuni medium e sensitivi, tra i quali l'olandese Gerard Croiset, studiato da Tenhaeff, direttore dell'Istituto di Parapsicologia dell'Università Statale di Utrecht, hanno affermato di poter individuare attraverso la chiaroveggenza persone scomparse (generalmente deceduti dei quali non è ancora stato ritrovato il cadavere). Nel corso del Novecento vi sono stati poi alcuni veggenti, appartenenti a varie scuole e indirizzi di natura filosofica ed esoterica, come quello antroposofico, rosicruciano, o anche yogico-orientale, che intendevano basarsi sulla percezione dei fenomeni extra-sensoriali per costruire una vera e propria scienza spirituale, per spiegare cioè col metodo e il rigore della scienza il mondo occulto.
(Max Heindel, La cosmogonia dei Rosacroce, pag. 8, 1909-1920)
L'antroposofo Rudolf Steiner distingue tre gradi della visione chiaroveggente, progressivamente più alti, cioè quelli dell'immaginazione, dell'ispirazione, e infine dell'intuizione. Chiunque a suo dire può elevarsi a questi gradi, praticando ripetutamente l'«esercizio della Rosacroce» da lui descritto ne La scienza occulta, che allena a slegare la vita dell'anima dalle impressioni dei sensi: per raggiungere il primo livello dell'immaginazione, egli prospetta l'immagine del verde delle piante, puro e rasserenante, col quale riempire la mente e il cuore. Il praticante dovrebbe poi immergersi nella visione di passioni e bramosie insoddisfatte di un uomo, contenute nel suo sangue rosso. I due colori contrapposti, col verde sotto e il rosso sopra, vanno quindi congiunti a formare una rosa, che rappresenta la purificazione di quelle passioni. Componendo infine l'immagine seria e gravosa di una croce nera, che di quelle brame animalesche simboleggia la morte, le si vedranno risorgere come forze divine facendo fiorire dal centro della croce sette rose rosse.